# Comics (collection)
Delcourt Comics est une collection de bandes dessinées publiée par les éditions Delcourt.
Cette collection regroupe des magazines qui sortent en kiosques de manière périodique.